# Adrian Lukis
Adrian Lukis (Birmingham, 28 marzo 1958) è un attore inglese.

## Carriera
Adrian Lukis è apparso regolarmente in fiction televisive britanniche dalla fine degli anni ottanta. Ha studiato al Drama Studio di Londra. 
Fra le sue apparizioni più note c'è quella del sergente Wright Douglas 'Doug' nella serie poliziesca The Bill, e quella nel ruolo di Marc Thompson nella serie televisiva della BBC Judge John Deed.
Ha preso parte regolarmente, nel ruolo del dottor David Shearer, alla serie inglese Peak Practice tra 1997-99. Ha anche interpretato George Wickham sulla BBC nel 1995 nell'adattamento televisivo del romanzo di Jane Austen Orgoglio e pregiudizio. 
In precedenza era apparso in The Casebook of Sherlock Holmes, nella serie televisiva Miss Marple e in Prime Suspect.
Adrian vive con la moglie Michelle e la figlia Anna a Londra.

## Filmografia

### Cinema
- Joy, regia di Ben Taylor (2024)
- Capi di Stato in fuga (Heads of State), regia di Il'ja Najšuller (2025)

### Televisione
- Miss Marple (Agatha Christie's Miss Marple) – serie TV, episodio 1x10 (1989)
- Feel Good – serie TV, 7 episodi (2020-2021)
- Anatomia di uno scandalo (Anatomy of a Scandal) – miniserie TV, episodio 2 (2022)

## Doppiatori italiani
Nelle versioni in italiano delle opere in cui ha recitato, Adrian Lukis è stato doppiato da:
- Luca Biagini in The Crown, Feel Good
- Raffaele Farina in The Trench
- Ambrogio Colombo in Judy
- Luciano Roffi in Anatomia di uno scandalo
- Franco Mannella ne L'uomo che cadde sulla Terra
- Oliviero Dinelli in Erano ragazzi in barca
- Fabrizio Temperini in Joy